# Auguste (film)
Auguste è un film del 1961 diretto da Pierre Chevalier. Nel film fanno una breve apparizione Ingrid Bergman e Claudia Cardinale.

## Trama
Il responsabile delle pubbliche relazioni Georges Flower sta organizzando il lancio mediatico della giovane starlet Françoise Martin. Organizza una scena di un salvataggio da parte dell'attore hollywoodiano Gary Johnson. Ma è il gentile impiegato di banca Auguste Roussel il primo a saltare nella Senna e a "salvare" Françoise. Auguste diventa dall'oggi al domani un eroe agli occhi della stampa e Georges Flower si occupa quindi della promozione di questo nuovo beniamino dei media.